# Maximilià Thous i Orts

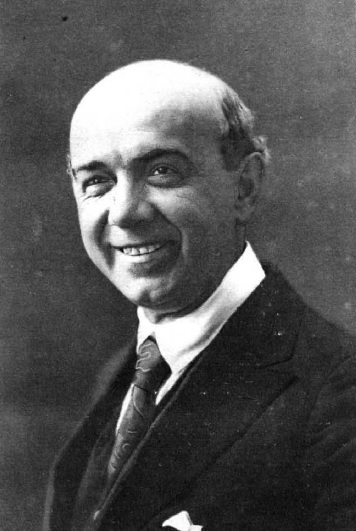
Maximilià Thous i Orts

Maximilià Thous i Orts, né à San Esteban de Pravia (Asturies) en 1875 et mort à Valence en 1947, est un journaliste et écrivain valencien, père de l'écrivain et homme politique Maximilià Thous i Llorens.

## Biographie
Issu d'une famille originaire d'Alicante, il naît dans une petite localité des Asturies mais sa famille s'installe très tôt à Valence. Il étudie le droit à l'université de Valence mais abandonne ses études en cours pour se consacrer à la littérature et au journalisme. Il fonde les revues El Gladiador, El Guante Blanco (1912-1918) et El Sobaquillo, travaille pour El Criterio, El Palleter, El Correo Valenciano et dirige La Correspondencia de Valencia, qu'il transforme en principal organe d'expression du parti Unió Valencianista Regional (Union valencianiste régionale), dont il est à plusieurs reprises candidats aux élections municipales. En 1901, il obtient la fleur naturelle aux Jeux floraux de la ville de Valence et compose en 1909, en collaboration avec le musicien José Serrano Simeón l'hymne de l'Exposition régionale valencienne de 1909, plus tard connu comme l'hymne régional valencien, avant de devenir l'hymne officiel de la Communauté valencienne en 1984.
En 1932, il figure parmi les signataires des Normes de Castelló.
Il est également l'un des pionniers du cinéma en Espagne et tourne en 1923, au début de la dictature de Primo de Rivera, les films La bruja, La Dolores, La alegría del batallón et Nit d'albaes. Au cours de la Seconde République espagnole, il est directeur du Musée valencien d'ethnographie et de folklore. À l'issue de la guerre civile, le musée est fermé, et Thous est destitué et ses droits d'auteur sur l'hymne sont spoliés. Moralement défait, il n'écrit plus jusqu'à la fin de sa vie que des opuscules consacrés aux fallas. En 1949, la section philologique de Lo Rat Penat lui rend un hommage posthume.

## Œuvres
Il est l'auteur de plusieurs zarzuelas, comédies et sainets (entractes).
- De Carcaixent i dolces (1896)
- Portfolio de València (1898)
- Moros y cristianos
- La escala de Jacob
- A la vora del riu, mare (1920)
- Ama, hi ha foc? (1920)
- Foc en l'era (1916)
- L'últim lleó (1921)
- El dragó del Patriarca (1931)
- El rei de les auques (1931)
- La cua de la rabosa (1931)